# Tsalia berneri
Tsalia berneri är en dagsländeart som först beskrevs av Allen och Edmunds 1958.  Tsalia berneri ingår i släktet Tsalia och familjen mossdagsländor. Inga underarter finns listade i Catalogue of Life.